# 沧安路站
沧安路站是青岛地铁1号线的地铁车站，位于中华人民共和国山东省青岛市李沧区沧安路与沧台路交叉口西侧，于2020年12月24日开通。

## 车站结构
沧安路站位于沧安路与沧台路交叉口西侧，沿沧安路设置，呈东西走向，为地下两层岛式站台车站，车站长207.5米，标准段宽20.745米，车站地下一层为站厅层，地下二层为站台层，站台设置全高站台门。
| 地面              | 出入口 | A、B出入口                                                                                              |
| 地下一层          | 站厅   | 客服中心、自动售票机、验票机                                                                            |
| 地下二层          | 站台   | \| \| \| 1号线往王家港（青岛北站） \| \| 島式 · 開左邊车门 \| \| \| \| \| \| 1号线往东郭庄（永年路） \| |
|                   |        | 1号线往王家港（青岛北站）                                                                               |
| 島式 · 開左邊车门 |        | |
|                   |        | 1号线往东郭庄（永年路）                                                                                 |

## 出入口
沧安路站共设2个出入口，各出口及周围设施如下所示：
| 编号                | 指示                   | 建议前往的目的地 | 图片 |
| ------------------- | ---------------------- | ---------------- | ---- |
| A · 出口            | 沧安路(北)，临汾路(东) |                  |      |
| B · 出口 · （设有） | 沧安路(南)，沧台路(西) |                  |      |
| 图例： 设有         |                        |                  |      |

## 接驳交通

### 公交车
- 沧安路：23路，112路，118路，207路，419路，935路
- 沧台路沧安路：24路，419路

## 车站历史
本站工程名与正式站名均为沧安路站，以车站所处的沧安路命名。
- 2020年10月25日，车站主体结构完工[2]。
- 2020年12月24日，车站随1号线北段通车开通[1]。